# Teodato Ipato
Teodato Ipato (más néven: Diodato),  (Velence, 8. század – Velence, 8. század) volt Velence történetének negyedik dózséja. Közel öt évvel elődjének rejtélyes meggyilkolása után került hatalomra, bár a krónikák rendszerint már 742-től fogva datálják uralkodását. Az ő nevébe is beépült az idők folyamána az ipato szó, amely valójában a lagúna felett uralkodó Bizánc által kinevezett consulok görög nyelvű címe volt. Ebből levonható a tanulság: Teodato Konstantinápoly, és így az Itáliát elvileg ellenőrző Ravennai Exarchátus szövetségese volt.

## Élete
Miután elődje, Orso Ipato részt vett a longobárdok ellen vívott harcban, és sikerre vitte a velenceiek hadát, a bizánci császár felismerte, hogy Velencének lassan nagyobb hatalma lesz a térségben, mint az exarchának. Éppen ezért – valószínűsíthetően a császár parancsára – meggyilkolták Orsót. Halála után minden egyes évben más consul, vagyis ipato került hatalomra. Domenico Leono, Felice Cornachino, Giuleo Ipato és Fabrice Ziani egytől egyig Bizáncból irányított consulok voltak, ezért a történetírás nem tekinti őket velencei dózséknak.
745-ben az exarcha hosszabb időre távol maradt a velencei fővárostól, Heracleiától, és ezt kihasználva a velenceiek fellázadtak az idegen befolyás ellen. Elfogták Fabrice Zianit, megvakították és kopaszra nyírták (ez akkoriban a megszégyenítés jele volt), majd elűzték a városból. A lagúnák lakói új dózsét választottak maguknak. A nép választása Teodatóra esett, aki korábban a kicsiny állam magister milituma (hadvezére) is volt. Ő helyezte át a lagúnák központját a parton álló Heracleia városából Malamocco szigetére. Teodato felvette az ipato címet (amelyet a krónikások később beolvasztottak nevébe), hogy elnyerje Bizánc kegyeit. Ez sikerült is neki, hiszen a császár nem küldött ellene seregeket. Igaz, akkoriban Itáliában éppen elég ellensége akadt. Ravennát ugyanis újra ostrom alá vette Liutprand longobárd király. 
Ezúttal a velenceiek távol maradtak a harcoktól, és ahelyett, hogy a bizánciak megsegítésére siettek volna, inkább felújították a korábban megkötött békeszerződést a germánokkal. Teodato Malamoccón felépíttette Brondolo várát, amely védelmet nyújtott egyrészt a longobárdok ellen, másrészt pedig innen ellenőrzése alá tudta vonni a lagúna vízi forgalmát. 751-ben megérkezett a hír, hogy Ravennát az új lombard uralkodó, Aistulf leigázta. A velenceiek örültek a hírnek, mert beigazolódott szövetségesük ereje, és az éppen Itáliát uraló hatalommal békében élhettek. Azonban hamarosan fordult a kocka, ugyanis 754-ben III. István pápának sikerült elérnie, hogy a frankok királyát, III. (Kis) Pippint Itáliába hívja védelmül a Róma felé törő longobárd seregek ellen. Aistulf kénytelen volt lemondani foglalásairól, de a Ravennai Exarchátust már nem állították helyre: annak egész területe a pápa uralma alá került. 
A frankok jelenléte kínossá tette Velence békeszerződését Aistulffal, ezért a kereskedőnép 755-ben megvakíttatta, majd kopaszra nyírta Teodatót, hogy ezzel elnyerjék az új hatalom támogatását. A dózséknak Velence története során sokszor különböző hatalmaknak kellett megfelelni, és ez gyakran vesztükhöz vezetett. Ennek példája volt Teodato is, aki az utolsó olyan dózse volt, akinek uralma felett még Konstantinápoly valamiféle befolyást gyakorolt.
| Előző uralkodó: Orso Ipato | Velencei dózse 742-755 | Következő uralkodó: Galla Lupanio |